# Газовый конфликт в Боливии
Газовый конфликт в Боливии (исп. Guerra del Gas) — общественный конфликт, достигший своего пика в 2003 году, и предметом которого являлись обширные запасы природного газа в стране. К данному явлению относят как сам конфликт относительно газовых ресурсов, так и протесты 2005 года и избрание Эво Моралеса в качестве президента. До этого в Боливии уже имели место подобные протесты против неолиберальной политики, например, во время «войны за воду» в Кочабамбе, когда выражалось недовольство приватизацией государственной системы водоснабжения и коммерциализацию такого нужного ресурса.

## Общая картина
Источником конфликта являются недовольство граждан политикой государства относительно природного газа, запретом на разведение кокаинового куста, коррупция и агрессия вооруженных сил при разгоне забастовок. Говоря о ситуации в стране в целом, это может являться следствием колонизации Боливии, начавшейся в XV веке, и последующей эксплуатации ее природных ресурсов, например, открытие рудных шахт в Потоси.
Газовый конфликт в Боливии достиг критической точки в октябре 2003 года, что привело к отставке президента страны, Гонсало Санчеса де Лосады (известного также как Гони). Забастовки и дорожные заставы, устроенные индейцами аймара и активистами рабочего движения, включая Боливийский рабочий центр, привели страну к застою. Подавление протестов вооруженными силами страны привело к 60 жертвам в октябре 2003 года, большую часть из которых представляли жители города Эль-Альто, расположенного на Альтиплано, возвышающимся над столицей страны, Ла-Пас.
Правящая коалиция распалась, вынудив Гони уйти в отставку и покинуть страну 18 октября 2003 года. Его сменил вице-президент Карлос Меса, который выдвинул газовый вопрос на референдум 18 июля 2004 года. В мае 2005 года, под давлением протестующих, Боливийский конгресс принял новый закон о газовых ресурсах, увеличив доход государства от эксплуатации природного газа. Однако протестующие, среди которых были Эво Моралес и Фелипе Киспе, потребовали полной национализации газовых ресурсов и увеличения доли участия коренного большинства Боливии, в основном состоящего из индейцев племен аймара и кечуа, в политической жизни страны. 6 июня 2005 года Меса был вынужден уйти в отставку, поскольку десятки тысяч протестующих ежедневно блокировали Ла-Пас от остальной части страны. Выборы Моралеса в конце 2005 года были встречены с энтузиазмом со стороны социальных движений, поскольку он был лидером левого движения, одного из самых стойких противников экспорта газа без соответствующей индустриализации в Боливии.
1 мая 2006 года, в День труда, президент Моралес подписал указ о том, что все запасы газа должны быть национализированы: «государство восстанавливает право владения, распоряжения, полного и абсолютного контроля» над запасами газа. Этот указ был встречен аплодисментами на главной площади Ла-Пас, где вице-президент Альваро Гарсиа сообщил, что доходы правительства от распоряжения энергетическими ресурсами в 2007 году увеличатся на $320 млн, до $780 млн., сохранив тенденцию к увеличению дохода в период с 2002 по 2006 год почти в шесть раз.

## Предпосылки

### Запасы природного газа в Боливии

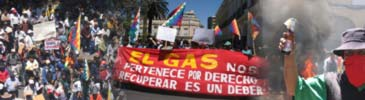
Демонстрация 2003 года против политики президента Гонсало Санчеса де Лосады. «Газ — наш по праву, и защитить его — наша обязанность»

Речь шла о больших запасах природного газа в Боливии и перспективах их дальнейшей продажи и использования. По объему данного ресурса в Боливия занимает второе место в Южной Америке после Венесуэлы, а исследование недр, последующее за приватизацией национальной нефтяной компании YPFB, показало, что обнаруженные запасы природного газа по своему объему превышают ранее известные на 600 процентов. Однако муниципальная компания на тот момент испытывала дефицит денежных средств и не могла позволить себе проведение исследований недр. Запасы газа, о которых идет речь, расположены главным образом в юго-восточном округе Тариха, который располагает 85 % запасов газа и нефти. По данным Министерства энергетики США, еще 10,6 % находятся в округе Санта-Крус и 2,5 % в округе Кочабамба. После дальнейших исследований, в период с 1996 по 2002 год, расчетный размер вероятных запасов газа был увеличен в 12,5 раз. С уменьшением спроса на добычу из оловянных рудников, эти запасы составили большинство иностранных инвестиций в Боливию. Цена, которую Боливия платит за свой природный газ, составляет примерно $3,25 для Бразилии и $3,18 для Аргентины. Цена на газ в США в целом составляет от $5,85/ MMBtu (21 мая 2006 г.), $7,90/ MMBtu (апрель 2006 г.) и $6,46/MMtu (июнь 2006 г.), хотя несколько лет назад цена на природный газ увеличилась на $14 в Калифорнии из-за отсутствия пропускной способности трубопровода по направлению к Калифорнии и в ее пределах, а также из-за сбоев в электроснабжении. В то время как, согласно Le Monde, Бразилия и Аргентина платят $2 за тысячу кубометров газа, которые стоят от $12 до $15.
В 1994 году, за два года до приватизации имеющей 70-летнюю историю муниципальной нефтяной компании Yacimientos Petroliferos Fiscales de Bolivia (YPFB), был подписан договор с Бразилией, при этом строительство газопровода Боливия-Бразилия обошлось в $2,2 млрд.
Был создан синдикат под названием Pacific LNG с целью использования вновь открытых запасов. В него вошли британские компании BG Group и BP, а также испанская Repsol YPF. Repsol является одной из трех компаний, которые доминируют в газовом секторе в Боливии, наряду с Petrobras и Total. Для строительства трубопровода на побережье Тихого океана, где газ будет перерабатываться и сжижаться до его отправки в Мексику и Соединенные Штаты (Калифорния) через чилийский порт, например, Икике, был составлен план стоимостью 6 млрд. Инициированный Лосадой договор 2003 года вызвал серию протестов в боливийском обществе, отчасти из-за национального вопроса (Боливия по-прежнему испытывает недовольство после территориальных потерь в ходе Второй тихоокеанской войны в конце 19-го века, что лишило страну провинции Литораль и, следовательно, доступа к морю).
Правительство надеялось использовать прибыль от газа для укрепления провисающей боливийской экономики и было заявлено, что деньги будут инвестированы исключительно в здравоохранение и образование. Оппозиционеры утверждали, что в соответствии с действующим законодательством вывоз газа в качестве сырья даст Боливии только 18 % будущей прибыли или 40 млн. долл. США до 70 млн. долл. США в год. Они далее утверждали, что столь дешевый экспорт газа будет последним случаем иностранной эксплуатации природных ресурсов Боливии, начиная с серебра и золота 17-го века. Они потребовали, чтобы в Боливии был построен завод по переработке газа, а внутреннее потребление имело приоритет экспортом. Как заявляет Le Monde, «промышленная эксплуатация газа, которая сейчас проводится транснациональными компаниями, должна быть передана государству по 2-м причинам. Первая — необходимость удовлетворения энергетических потребностей боливийцев. Вторая — интерес к экспорту готового продукта, а не продажа сырья». По данным французской газеты, теперь к газовой сети подключены только Ла-Пас, Эль-Альто, Сукре, Потоси, Камири и Санта-Крус. Создание внутренней сети, которая охватит всех боливийцев, обойдется в 1,5 млрд. Долл. США, не включая в расчет центральный газопровод для объединения различных регионов страны. По словам Карлоса Миранды, независимого эксперта, которого цитирует Le Monde, лучшим проектом индустриализации является нефтехимический комплекс, предложенный бразильской фирмой Braskem, которая создаст 40 000 прямых или косвенных рабочих мест и обойдется в 1,4 миллиарда долларов. Эта цифра эквивалентна сумме, которую инвестировали Repsol, Total и Petrobras.

### Коренные народы
Боливия, как и большая часть Латинской Америки, представляет собой слишком неоднородное классовое сообщество, что в данном случае касается этнической составляющей. Потомки европейских переселенцев, как правило, монополизируют политическую и экономическую власть, и на самом деле республиканские институты выстраиваются по линии европейских школ мышления, практически не адаптированных к коренным традициям. Это усложняет интеграцию коренного населения в общество и их личностного и карьерного роста. С конца 1990-х годов коренные общины стали радикализироваться по всей протяженности Анд, добиваясь политических реформ в Перу, Эквадоре и Боливии, слабо координировавшись в движении Пачакути. Движение к социализму (МАС), возможно, является самым сильным политическим проявлением этого движения в Боливии, координируя широкий круг общественных организаций, в основном отражающих политические устремления народа аймара.

### Движение за автономию Санта-Крус
Более богатые восточные департаменты Санта-Крус, Бени, Тариха и Пандо в последнее время мобилизуют свои силы в сторону получения автономии. Важными вопросами являются противодействие захвату ресурсов, хотя национализация, конфискация земель внешними этническими группами (в основном, народами аймара и кечуа), а также большая доля налогов, взимаемых в Санта-Крус в пользу дорог и школ. Руководители сообществ имеют поддержку Комитета независимости Санта-Крус, местных кооперативов и бизнес-организаций, фермеров. Недавно была проведена забастовка против принятия новой конституции, которая наблюдалась в Санта-Крус, Бени, Таридже и Пандо. В качестве основы для новой конституции партия, основанная на Альтиплано, представляет собой «совет коренных народов» наряду с сокращением частной собственности, в то время как Санта-Крус предпочитает западную культуру и капитализм. Культурные различия базируются и на том, что люди в восточной части Боливии под названием «Камбас» (что означает «друзья» у гуарани) относятся к метису (смесь европейских и нескольких коренных племен, самыми крупными из которых являются гуарани), в то время как в западном регионе Альтиплано доминирует небольшая группа белого населения, а коренное большинство считается угнетенным в своих правах и интересах.
Представители левых, Уолтер Чавес и Альваро Гарсия Линера (нынешний вице-президент Боливии и член партии МАС, опубликовали статью в «Ежемесячном обзоре», в которой утверждается, что автономия исторически является требованием региона Санта-Крус, «современно проникнутого крайне правыми популистскими настроениями». Они также квалифицировали автономию Санта-Крус как «буржуазную идеологию свободного рынка, иностранных инвестиций, расизма и пр.», которая настраивает «современную белую» элиту Санта-Крус против кротких темнокожих и анти-капиталистических племен аймара и кечуа из западного региона Боливии.

### Споры о прокладке газопровода
Конфликт возник в начале 2002 года, когда администрация президента Хорхе Кироги предложила провести газопровод через соседний чилийский порт Мехильонес, организовав этим кратчайший маршрут до Тихого океана. Однако антагонизм в отношении Чили, имеющий слишком глубокие корни из-за потери побережья Тихого океана Боливией во Второй тихоокеанской войне (1879—1884), вызвал протест против данной инициативы.
Боливийцы начали кампанию против чилийского варианта прокладки трубопровода, взамен предлагая северное направление через перуанский порт Ило, расположенный на 260 км дальше от газовых месторождений, чем Мехильонес, или, что еще лучше, изначально предоставить газ в употребление Боливии. Согласно оценкам чилийской стороны, вариант Мехильонес будет на 600 миллионов долларов дешевле. Перу, однако, заявляет, что разница в стоимости составит не более 300 миллионов долларов. Боливийские сторонники перуанского варианта говорят, что это также принесет пользу экономике северного региона Боливии, через которую пройдет газопровод. Также они утверждали, что инвесторы из США вряд ли будут развивать перерабатывающие предприятия в Боливии.
Между тем, перуанское правительство, стремящееся содействовать территориальной и экономической интеграции, на 99 лет предложило Боливии особую экономическую зону для экспорта газа в Ило, право свободного прохода и уступку площади в 10 км², включая порт, который будет контролироваться исключительно Боливией.
Президент Хорхе Кирога отложил решение данного вопроса незадолго до ухода в отставку в июле 2002 года и передал его своему преемнику. Считалось, что Кирога не хотел ставить под угрозу свои шансы на переизбрание на выборах президента 2007 года.
После победы на президентских выборах 2002 года Гонсало Санчес де Лосада выразил предпочтение чилийскому варианту, но «официального» решения не принял. Газовый конфликт привел к его отставке в октябре 2003 года.

### Обострение конфликта
Социальный конфликт усилился в сентябре 2003 года, на что указывало увеличение протестов и блокировок дорог, парализующих значительную часть страны, и что привело к усиленному противостоянию с вооруженными силами Боливии. Восстание возглавлялось большинством коренного населения Боливии, которое обвиняло Санчеса де Лосаду в пособничестве в «войне с наркотиками», развязанной правительством США, и обвиняло его в неспособности повысить уровень жизни в Боливии. 8 сентября 8650 представителей народа аймара начали голодовку в знак протеста против ареста жителя их деревни. Задержанный был одним из руководителей деревни и был заключен в тюрьму за то, что приговорил к смертной казни двух молодых людей посредством «общинного правосудия». 19 сентября Национальное движение по защите газовых ресурсов мобилизовало 30 000 человек в Кочабамбе и 50 000 человек в Ла-Пасе, чтобы продемонстрировать свой протест против строительства трубопровода. На следующий день шесть представителей Аймары, включая восьмилетнюю девочку, были убиты в результате столкновения в городе Варисата. Правительственные силы использовали самолеты и вертолеты, чтобы обойти забастовщиков и эвакуировать несколько сотен иностранных и боливийских туристов из Сораты, которые заточены в дорожной блокаде в течение пяти дней.
В ответ на перестрелки Профсоюз Боливии 29 сентября организовал всеобщую забастовку с закрытием дорог, которая парализовала движение в стране. Лидеры профсоюзов уверяли, что они будут продолжать блокировать движение, пока правительство не откажется от своего решения. Плохо вооруженные ополченцы аймара вытеснили армию и полицию из Варисаты и городов Сората и Ачакачи, будучи оснащенными только традиционным стрелковым оружием своего народа и снаряжением, оставшимся от Боливийской национальной революции 1952 года. Лидер регионального забастовочного комитета Эухенио Рохас заявил, что, если правительство откажется вести переговоры в Варисате, то повстанческие общины Аймара будут окружать Ла-Пас и отрезать его от остальной части страны — и таким образом проводить тактику, используемую в восстании Тупака Катари в 1781 году. Лидер Движения коренных народов пачакути, Фелипе Киспе, заявил, что не будет участвовать в диалоге с правительством, пока военные не оставят блокаду. Правительство отказалось вести переговоры с Киспе, заявив, что у него нет полномочий представлять движение ополченцев.
По мере роста сопротивления протестующие из Эль-Альто, крупного поселения коренных народов, непосредственно примыкающего к Ла-Пасу, где насчитывалось 750 000 человек, продолжали блокировать основные пути доступа в столицу, что спровоцировало нехватку топлива и продуктов питания. Они также потребовали отставки Санчеса де Лосады, министра правительства Йерко Кукоча и министра обороны Карлоса Санчеса де Берзаина, которые были ответственны за массовое убийство в Варисате. Протестующие также выразили неодобрение Соглашению о свободной торговле в Северной и Южной Америке, которое было в то время предметом переговоров между США и странами Латинской Америки.

## Введение военного положения в Эль-Альто
12 октября 2003 года правительство ввело военное положение в Эль-Альто после того как шестнадцать человек были убиты и несколько десятков были ранены в результате столкновения, возникшего при попытке автоцистерн с нефтью, сопровождаемых полицией и солдатами с танками и пулемётами, прорваться через баррикаду.
13 октября администрация Санчеса де Лосады приостановила газовый проект «до тех пор, пока не будут проведено обсуждение [с боливийским народом]». Однако вице-президент Карлос Меса выразил сожаление по поводу того, что он назвал «чрезмерным насилием», случившемся в Эль-Альто (80 погибших), и отказался поддержать Санчеса де Лосаду. Министр экономического развития Хорхе Торрес из партии «MIR» также подал в отставку.
13 октября государственный департамент США выступил с заявлением, в котором объявлял о своей поддержке Санчеса де Лосады, призывая «политических лидеров Боливии публично выразить свою поддержку демократическому и конституционному порядку. Международное сообщество и Соединенные Штаты не потерпят никаких нарушений конституционного порядка и не будут поддерживать какой-либо режим, вытекающий из недемократических методов распоряжения властью».
18 октября правящая коалиция Санчеса де Лосады была окончательно повержена, когда партия «Новая Республика» отказалась предоставить свою поддержку. Лосада был вынужден уйти в отставку и был заменен вице-президентом, Карлосом Месой, бывшим журналистом. Забастовки были прекращены, блокпосты сняты. Меса обещал, что во время его президентства ни один гражданин не будет убит полицией или вооруженными силами. Несмотря на разнообразные беспорядки во время его пребывания на посту, это обещание он сдержал.
Среди его первых действий в качестве президента Меса обещал провести референдум по газовому вопросу и предоставил нескольким представителям коренных народов места в правительстве. 18 июля 2004 года Меса выдвинул вопрос о национализации газодобывающих предприятий на референдум. 6 мая 2005 года Боливийский конгресс принял новый закон, повышающий налоги на прибыль иностранных компаний по добыче нефти и газа с 18 % до 32 %. Меса не смог ни подписать, ни наложить вето на закон, поэтому спикер парламента, Ормандо Вака Диез, должен был подписать его 17 мая. Многие протестующие считали, что этот закон не отвечает требованиям населения и требовали полной национализации газовой и нефтяной промышленности.

## Закон об углеводородах 2005 года
6 мая 2005 года долгожданный Закон об углеводородах был окончательно утвержден Боливийским конгрессом. 17 мая Меса снова отказался подписывать или налагать вето на спорный документ, тем самым конституционно вверяя спикеру парламента Ормандо Ваки Диесу право ввести его в действие.
Новый закон возвратил государству юридическое право на владение всеми углеводородами и природными ресурсами, оставлял плату за пользование недрами в размере 18 %, но увеличил налог с 16 до 32 %. Он передал правительству контроль над коммерциализацией ресурсов и позволил осуществлять ежегодные аудиты. Он также обязал компании консультироваться с коренным населением, проживающим на земле газовых месторождений. Закон гласил, что 76 контрактов, подписанных иностранными фирмами, должны быть пересмотрены за 180 дней, но это требование не было выполнено. Протестующие утверждали, что новый закон не в состоянии защитить природные ресурсы от эксплуатации иностранными корпорациями, требуя полной национализации газа и процесса его добычи в Боливии.
Из-за неопределенности в отношении пересмотра контрактов иностранные фирмы практически перестали делать инвестиции в газовый сектор, и поток вложений практически остановился во второй половине 2005 года. Скудные поставки — очень похожие на те, которые имели место в Аргентине после установления цен в 2001 году, — уже закрепились в сфере дизельного топлива и начали проявляться в сфере природного газа. Социальные волнения в мае-июне повлияли на поставки углеводородных продуктов на внутренний рынок, главным образом сжиженного нефтяного и природного газа в западный регион. Бразилия внедрила план действий на случай непредвиденных обстоятельств, для смягчения любых последствий сокращения экспорта газа. И хотя рыночное предложение никогда не сокращалось, социальные беспорядки в Боливии вызвали ощущение того, что безопасность поставок не может быть гарантирована, так как неконтролируемые социальные действия продолжают влиять на непрерывность поставок.

## Отставка Карлоса Месы в июне 2005 года

### Протесты
В майских протестах 2005 года приняли участие более 80 000 человек. Десятки тысяч людей каждый день шли от Эль-Альто до столицы Ла-Пас, где демонстранты фактически закрывали город, останавливая движение транспорта посредством блокады и провоцируя уличные схватки с полицией. Протестующие потребовали национализации газовой промышленности и реформ, дающих большую власть коренному большинству, которое в основном было представлено народом аймара из обедневших горных поселений. Атаки на полицию были отражены при использовании слезоточивого газа и резиновых пуль, в то время как многие из шахтеров, участвовавших в протестах, были вооружены динамитом.
24 мая более 10 000 крестьян-аймара из 20 горных провинций спустились из района Кеха Эль-Альто в Ла-Пас для выражения своего протеста.
31 мая 2005 года жители Эль-Альто и крестьяне-аймара вернулись в Ла-Пас. Более 50 000 человек заняли площадь около 100 квадратных километров. На следующий день первый полк Национальной полиции решил не подавлять протесты, за что получил выговор от правительства.
2 июня, по мере протеста протестов, президент Меса объявил о двух мерах, направленных на то, чтобы поддержать протестующих и из числа коренных жителей, и из числа борцов за автономию Санта-Крус: созыв Учредительного собрания и референдум по вопросу региональной автономии, причем дата обоих событий была назначена 16 октября. Однако обе стороны отвергли предложение Месы: гражданский комитет в поддержку автономии Санта-Крус объявил о проведении собственного референдума 12 августа, в то время как в Эль-Альто протестующие перекрыли доставку бензина в Ла-Пас.
6 июня на улицы Ла-Пас вышли около полумиллиона человек, и впоследствии президент Меса предложил свою отставку. ОМОН использовал слезоточивый газ, поскольку шахтеры среди демонстрантов неуклонно приводили в действие динамит во время столкновений возле президентского дворца, в то время как транспортное движение было полностью остановлено. Тем не менее, Конгресс не мог собраться в течение нескольких дней из-за «отсутствия должного обеспечения» безопасности встречи, так как протесты проводились в непосредственной близости. Многие члены Конгресса оказались физически неспособны присутствовать на сессиях. Ормандо Бака Диес, председатель Верхней палаты конгресса, решил перенести место проведения сессий в формальную столицу Боливии, город Сукре, с целью избежать непосредственного контакта с протестующими. Радикально настроенные фермеры занимали нефтяные скважины, принадлежащие транснациональным компаниям, и блокировали пограничные переходы. Меса приказал военным доставить провизию в Ла-Пас воздушным путем, так как на тот момент фактическая столица оставалась полностью отрезанной от остального мира.
Бака Диес и председатель нижней палаты конгресса, Марио Коссио, были двумя претендентами на кресло президента. Тем не менее, они были крайне непопулярны среди протестующих, и каждый из них заявил в конгрессе, что не видит себя преемником президента, тем самым передав эту возможность Эдуардо Родригесу, главному судье Верховного суда. Последний же считается аполитичным кандидатом и, следовательно, заслуживающим доверия большинства, поэтому он смог сформировать временную администрацию, действующую до проведения выборов. Во многих регионах протестные группы распались и, как это уже не однажды случалось в истории Боливии, основная часть беспорядков была воспринята как неизбежный этап политических процессов.
Родригес, как врио президента республики, сразу приступил к реализации Закона об углеводородах. Ряд добывающих газовых компаний инициировали двусторонние соглашения о защите инвестиций и вступили в фазу примирения с боливийским правительством. Данные соглашения были первым шагом на пути к судебному разбирательству в Международном центре по урегулированию инвестиционных споров (МЦУИС), который напрямую подчиняется Всемирному банку. Это могло обязать Боливию выплатить неустойки данным компаниям.

## Обеспокоенность возможным вмешательством США
Соглашение с Асунсьон (Парагвай) о совместных военных учениях, дающее иммунитет американским солдатам, вызвало определенные опасения после того, как в сообщениях СМИ появилась информация о размещении, что казармы для 20 000 солдат США были возведены в Марискаль-Эстигаррибии, которая находится в 200 км от границы с Аргентиной и Боливией и в 300 км — от границы с Бразилией, а так же недалеко от аэропорта, подготовленного для посадки больших самолетов (B-52, C-130 Hercules и т. д.), которыми ВВС Парагвая не располагают. Согласно аргентинской газете Clarín, военная база США является стратегической по следующим причинам: расположение вблизи Тройной Границы, пролегающей между Парагваем, Бразилией и Аргентиной; близость к водоносному горизонту Гуарани; близость к Боливии (менее 200 км) в тот же «момент, когда Вашингтонская лупа исследует Альтиплано и указывает на венесуэльского Уго Чавеса — „регионального демона“ в представлении администрации Буша — в качестве зачинщика нестабильности в регионе»(Clarín).
В более поздних сообщениях указывалось, что в Парагвае в течение 18 месяцев будут расквартированы 400 американских военных группы для учебных и гуманитарных миссий, каждая из которых состоит из 13 отрядов включающих менее 50 человек. Правительство Парагвая, а также администрация Буша отрицали, что аэропорт будет использоваться в качестве военной базы США или что в Парагвае будет какая-либо другая американская база.
 

## Другие страны
Социальные потрясения последних лет парализовали политическую жизнь Боливии. Непопулярность неолиберального соглашения с Вашингтоном, серия экономических реформ, реализованных администрацией Гонсало де Лосады, заложили основу для избрания в 2006 году президентом Эво Моралеса, первого представителя коренного населения Америки на этом посту. В то же время Чили стремительно начала строительство нескольких прибрежных терминалов для доставки грузов сжиженного природного газа из Индонезии, Австралии и других внешних источников.
Остальные страны Южной Америки рассматривают иные способы обеспечения поставок газа: один проект направлен на передачу запасов газа из перуанской Камисеи в Аргентину, Бразилию, Чили, Уругвай и Парагвай. Соединение Писко (юг Перу) с Токопильей (север Чили) трубопроводом протяженностью 1200 км обойдется в 2 миллиарда долларов. Однако эксперты сомневаются в том, что запасы Камисеи смогут отвечать потребностям всех стран Южного Конуса.
Был предложен проект еще одного газопровода протяженностью 8000 км (Большого Южного газопровода), который соединил бы Венесуэлу с Аргентиной через Бразилию. Его стоимость оценивается в пределах от $8 до $12 млрд.
Хотя крупными потребителями газа являются Аргентина и Чили (50 % и 25 % соответственно), и другие страны Южной Америки не так зависимы от газоснабжения.

## Национализация газодобывающих предприятий
1 мая 2006 года президент Эво Моралес подписал постановление о национализации всех запасов газа в стране: «государство возвращает себе право обладания, управления, полного и абсолютного контроля» над углеводородами. Таким образом он также претворил в жизнь свои предвыборные установки, утверждавшие что «администрация Моралеса не раздает пустых обещаний: мы доводим до конца то, что обещали и то, в чем нуждается народ». Публикация постановления была приурочения к Международному дню Труда 1 мая. Приказав армии и работникам государственной компании YPFB охранять и заниматься развитием энергодобывающего сектора, он объявил полугодовой «переходный период» иностранным компаниям с целью пересмотра текущих экспортных отношений или же окончательного их разрыва. Тем не менее, Моралес постановил, что национализация не будет подразумевать под собой экспроприацию либо конфискацию.
Вице-президент Альваро Гарсия, выступая на главной площади Ла-Пас, сказал, что доход государства от энергетического сектора увеличится на $780 млн в следующем году, что почти в 6 раз превышает показатель 2002 года. Среди 53 ресурсных установок, чьи показатели были учтены, часть принадлежит бразильской Petrobras, одному из крупнейших инвесторов Боливии, контролирующей 14 % общего количества запасов газа в Боливии. Бразильский министр энергетики, Силас Рондау, назвал данное решение «недружелюбным» и противоречащим уже существующим принципам отношений между Бразилией и Боливией. Petrobras, испанский Repsol YPF, UK gas, нефтепроизводитель BG Group Plc и французский Total на тот момент являлись основными газодобывающими компаниями в стране. Согласно сообщениям агентства Рейтерс, «lействия Моралеса вторят тому, что президент Венесуэлы Уго Чавес, его союзник, сделал с навязанным договорным переселением b увеличением налога в стране, которая является пятой в мире по величине объемов экспортируемой нефти; он отверг условия, которые были приняты большинством стран данного региона». YPFB могло оплатить иностранным компаниям их услуги, предлагая около 50 % стоимости продукции, хотя закон предусматривал только 18 % прибыли от двух крупнейших газовых месторождений страны.
Переговоры между правительством Боливии и иностранными компаниями набирали обороты в течение недели и должны были закончиться в субботу, 28 октября 2006 года. К пятнице соглашение было достигнуто с двумя компаниями (включая французскую Total) и к контрольному сроку было достигнуто соглашение с оставшимися 10 компаниями (среди которых Petrobras и Repsol YPF). Полностью все детали соглашений не были опубликованы, но основная цель — повышение процента государства от использования двух крупнейших месторождений с 60 до 82 % — казалась достигнутой. Доход государства от использования второстепенных газовых месторождений был установлен в размере 60 % от прибыли.
На протяжении полугода велись тяжелые переговоры с бразильской фирмой Petrobras. Представители данной фирмы отказывались от повышения дохода государства либо перехода в роль простого поставщика услуг. В результате неэффективности переговоров, министр энергетики Андрес Солис Рада подал в отставку в октябре 2006 года и его место занял Карлос Вильегас. «Мы должны соблюдать с Бразилией отношения, которые стоит назвать браком, а не разводом, так как мы оба нуждаемся в данном сотрудничестве», заявил Эво Моралес на церемонии подписания соглашения, подчеркнув тем самым зависимость как Бразилии от боливийского газа, так и Боливии от Бразилии в плане обработки газа.

### Реакция
15 декабря 2007 года регионы Санта-Крус, Тариха, Бени и Пандо провозгласили независимость от государственного правительства. Им также удалось достигнуть независимости от вновь принятой боливийской конституции.

## Состав протестующих

### Шахтеры
Шахтеры из Боливийского рабочего центра (БРЦ) также принимали участие в описанных событиях. Также они выступали против приватизации пенсионных накоплений. Известно, что они приводили в действие закладки динамита во время участия в описываемых протестах.

### Владельцы кокаиновых плантаций
Вскоре после принятия закона Эво Моралес, представитель индейцев аймара, кокалеро и лидер оппозиционной партии «Движение к социализму» (ДКС), занял умеренную позицию и назвал новый закон «соглашением». И хотя протесты продолжались, Моралес выступил за национализацию и проведение новых выборов.

### Протустующие в Кочабамбе
Оскар Оливьера был выдающимся лидером протестов во время войны за воду в Кочабамбе в 2001 году, при этом на момент газового конфликта он сохранил свои позиции. Именно протестующие из Кочабамбы, четвертого по размеру города Боливии, заблокировали главные дороги, ведущие в город и выступили с требованием созыва очередного Учредительного собрания наряду с национализацией.

### Индейцы и крестьянские группировки Санта-Крус
Индейцы, проживающие в восточной низменности департамента санта-Крус, также принимали участие в спорах относительно национализации газовой и нефтяной индустрии. Они набрали группы из представителей индейских племен, таких как гуарани, айорео, чикитано, в оппозицию к индейцам плато (аймара и кечуа). Они принимали участие в земельных спорах; главная организация, представляющая данную фракцию, известна как Союз индейских народов Боливии" (СИНБ). СИНБ изначально оказывали поддержку партии Моралеса, хотя позже пришли к выводу, что были введены правительством в заблуждение. ДКС, которая располагается на плато, более не собирается предоставлять им голос в отличие от предыдущего правительства. Еще одна группа, не столь многочисленная и гораздо более радикальная, именуемая «Движение безземельных крестьян»(ДБК) — одноименная существует в Бразилии — состоит в основном из иммигрантов из западной части страны. Тем не менее, индейцы Гуарани оккупировали месторождения, управляемые испанской Repsol YPF и английской BP, и принудили их остановить обработку.

### Фелипе Киспе и крестьяне-землевладельцы
Фелипе Киспе является лидером радикальной группировки индейцев аймара, которая желает отобрать контроль над страной у так называемой белой элиты и вернуть его коренному населению. которое составляет численное большинство. Поэтому, он поддерживает идею «Независимого государства Аймара». Киспе также является лидером Движения индейцев пачакутек, которые получили 6 мест в Конгрессе, и генеральным секретарем Организации Объединенных Крестьян Боливии, участвующих в выборах 2002 года.